# صارحيني (ألبوم)
ألبوم صارحيني. هو الالبوم الأول للفنان خالد عبد الرحمن من إنتاج شركة اجا وسلمى للإنتاج والتوزيع الفني في العام 1408 هـ للهجرة الموافق للعام 1988. ثم في العام الذي يليه توفرت طبعة شركة فنون الجزيرة في يوم الثلاثاء 1409/11/3 هجري الموافق ل 1989/6/6م. في العام ١٩٩٤/١٤١٤ أصدرت شركة اجا وسلمى لأول مرة نسخة السيدي دي وطبعت أيضا نسخة أخرى للكاسيت.

## طبعات البوم صارحيني
- طُبِع البوم صارحيني من شركات عديدة ومنها:-

### طبعة العنود (الكويت)
- وزع الالبوم في الكويت عن طريق تسجيلات العنود.

### طبعة اجا وسلمى (السعودية)
- أجا وسلمى للانتاج والتوزيع الفني والتوزيع لدول الخليج عن طريق صوت الجزيره

### طبعة فنون الجزيره
- فنون الجزيره  للانتاج والتوزيع الفني.

### طبعة هنادي (قطر)
- تسجيلات هنادي للانتاج الفني من دولة قطر.

### العروبة (قطر)
- العروبة للانتاج والتوزيع الفني من دولة قطر.

### صوت الجزيرة
- صوت الجزيره للانتاج الفني.

### أنغام (السعودية)
- أنغام للانتاج والتوزيع الفني في البديعة (منطقة الدخل المحدود سابقا).

### النورين (البحرين)
- النورين للإنتاج والتوزيع الفني في دولة البحرين.

## أغاني الألبوم
يتألف الالبوم من 5 أعمال:
- صارحيني (كلمات رياض إبراهيم وألحان خالد عبد الرحمن)
- صدقيني (كلمات وألحان خالد عبد الرحمن)
- بلا ميعاد (كلمات وألحان خالد عبد الرحمن)
- خذ ماتبي (كلمات وألحان خالد عبد الرحمن)
- لأجل حبك (كلمات رياض إبراهيم وألحان خالد عبد الرحمن)